# Копець (Сілезьке воєводство)
Копець (пол. Kopiec) — село в Польщі, у гміні Клобуцьк Клобуцького повіту Сілезького воєводства.
Населення — 250 осіб (2011).
У 1975-1998 роках село належало до Ченстоховського воєводства.

## Демографія
Демографічна структура станом на 31 березня 2011 року:
|          | Загалом | Допрацездатний вік | Працездатний вік | Постпрацездатний вік |
| -------- | ------- | ------------------ | ---------------- | -------------------- |
| Чоловіки | 139     | 35                 | 94               | 10                   |
| Жінки    | 111     | 26                 | 67               | 18                   |
| Разом    | 250     | 61                 | 161              | 28                   |